# Cossoidea
Cossoidea (лат.) — надсемейство разнокрылых бабочек в составе клады двупорые (Ditrysia). Около 2700 видов, большая часть которых относится к семействам Cossidae (1000 видов) и Sesiidae (более 1300).

## Описание
Бабочки разнообразной формы и размеров (размах крыльев от 1 до более чем 22 см). Личинки, как правило, связаны с древесиной. Cossoidea имеют колючих куколок с подвижными сегментами, позволяющими им выдавливаться из выходных отверстий в стеблях и стволах во время появления взрослых особей. Гусеницы (Cossoidea+Sesioidea) имеют проторакальный щит с косой, меланизированной полосой (проходящей между D1 и D2), а спинулы на личиночных внутренностях распределены неравномерно, с тенденцией к концентрации дорсально/антеродорсально на большинстве сегментов (Edwards et al., 1999).

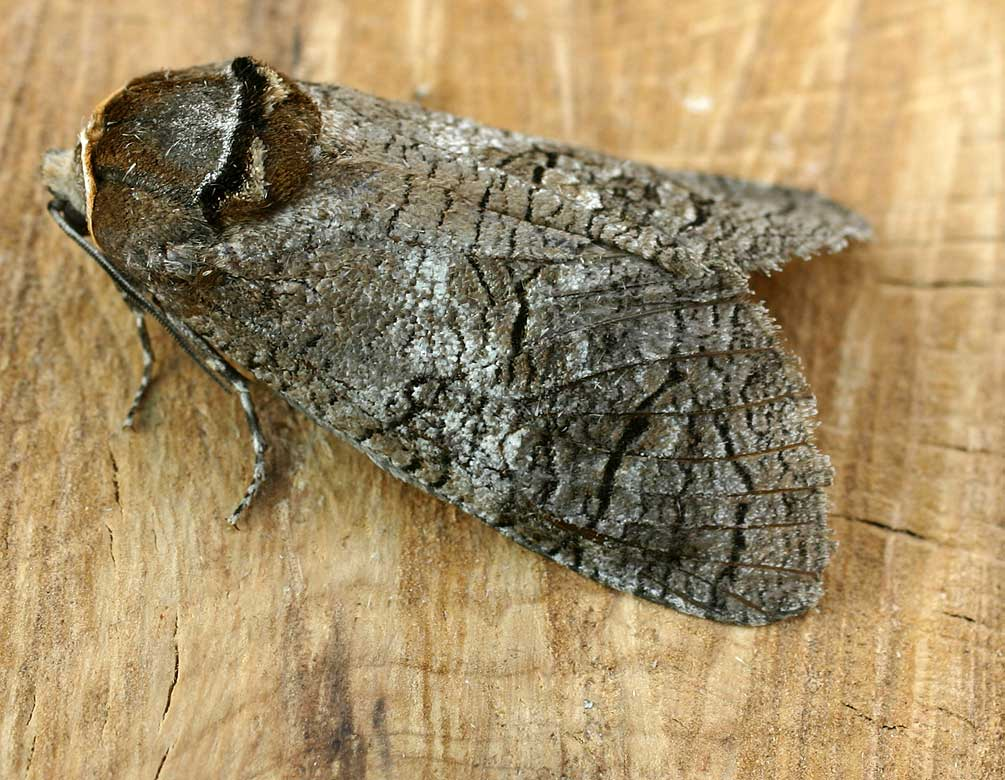
Древоточец пахучий, Cossidae
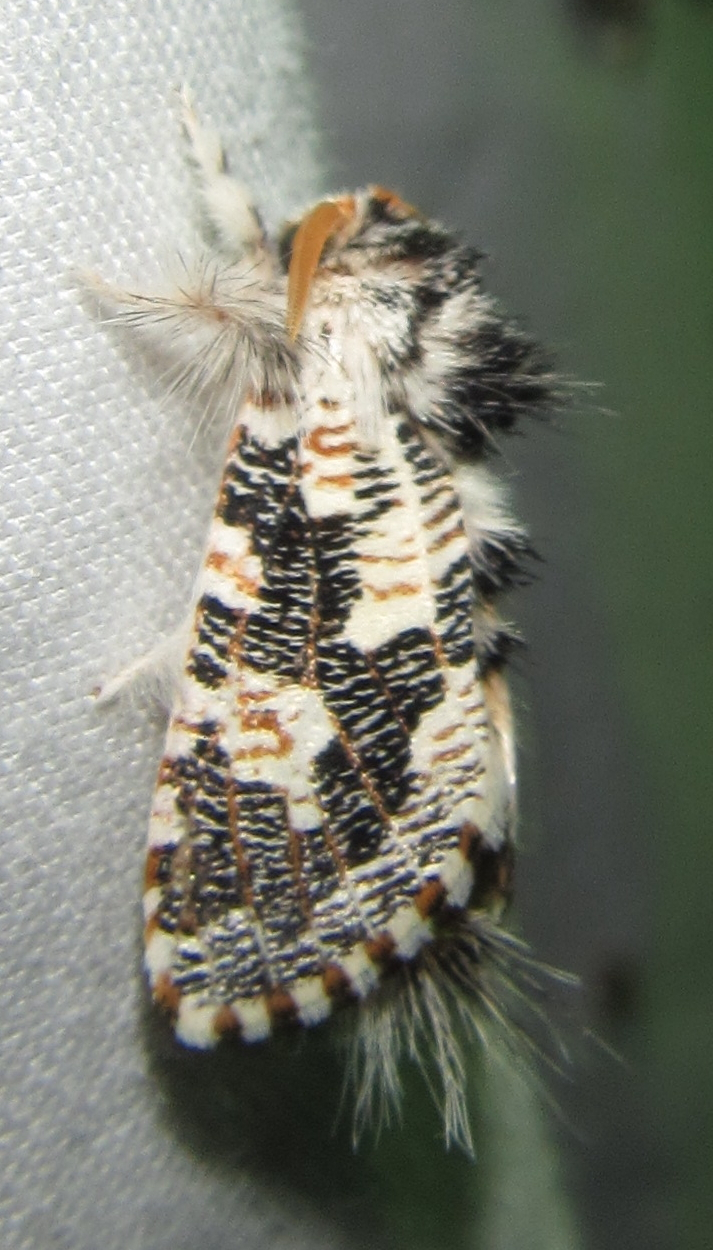
Salagena tessellata, Metarbelidae
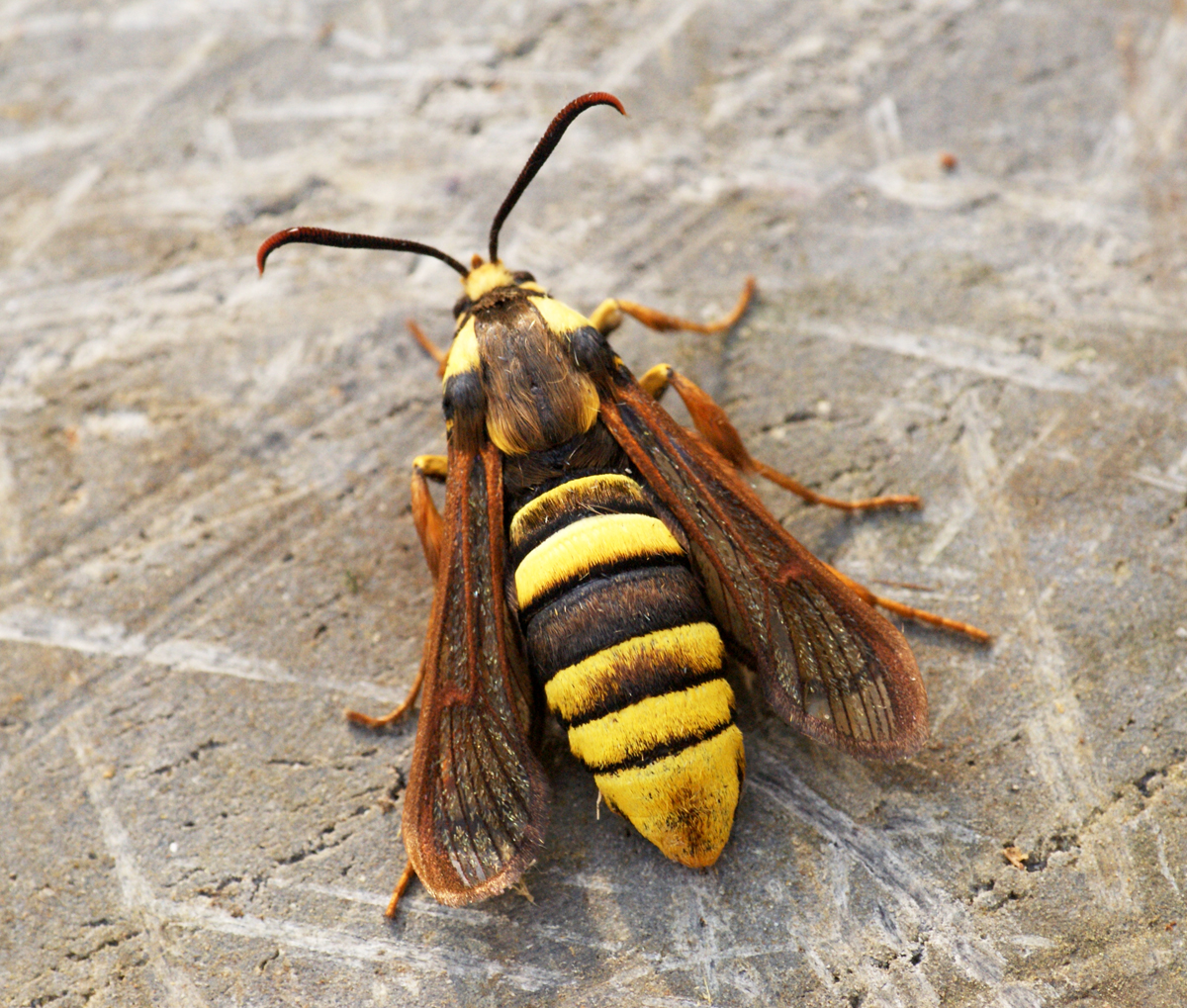
Стеклянница тополёвая большая, Sesiidae

## Систематика
7 семейств, 380 родов, около 2700 видов. Надсемейство Cossoidea традиционно включало только два семейства, Cossidae и Dudgeoneidae, а иногда и Limacodidae в качестве третьего семейства. Sesioidea и, возможно, Zygaenoidea и/или Tortricoidea кажутся близкими родственниками Cossoidea, что требует дальнейшего изучения. Недавний молекулярно-филогенетический анализ (Regier et al. 2009; Mutanen et al. 2010) показал, что Cossoidea и Sesioidea не являются монофилетическими и, по-видимому, смешаны, а также подтвердил их близкое родство с Zygaenoidea. Соответственно, обширный синтез ван Ниукеркена с соавторами, опубликованный в журнале Zootaxa в 2011 году, помещает Sesioidea в синонимию с Cossoidea, отмечая, что даже монофилетическая природа союза этих двух надсемейств остается неопределенной, и что, возможно, монофилетическая группа может быть получена только путем объединения их с Zygaenoidea. Группы Metarbelinae и Ratardinae рассматриваются либо как отдельные семейства в Cossoidea, либо, как в данном случае, как подсемейства древоточцев Cossidae. На монофилию Cossoidea+Sesioidea указывают две возможные синапоморфии в их личиночных наземных планах (Minet, 1991): проторакальный щит с косой, меланизированной полосой (проходящей между D1 и D2), и спинулы на личиночных внутренностях распределены неравномерно, с тенденцией к концентрации дорсально/антеродорсально на большинстве сегментов.
К крупнейшим родам надсемейства относятся таксоны стеклянниц Synanthedon (>270 видов), Melittia (>100 видов), Chamaesphecia (>100), а также древоточцы Endoxyla (>60 видов) и Dyspessa (>60 видов).
- Дерновинные моли, Brachodidae Agenjo, 1966 (14 родов, 137 видов), включая Pseudocossinae (по Minet, 1991)[6]
- Древоточцы, Cossidae Leach, 1815 (151 родов, 971 видов), включая только Zeuzerinae, Hypoptinae и Cossinae
- Dudgeoneidae Berger, 1958 (6 родов, 57 видов), включая Cossulinae (по Mutanen et al., 2010)[4]
- Metarbelidae Strand, 1909 (18 родов, 196 видов)
- Ratardidae Hampson, 1898 (3 родов, 10 видов)
- Кастнии, Castniidae Boisduval, 1828 (34 родов, 113 видов)
- Стеклянницы, Sesiidae Boisduval, 1828 (154 родов, 1397 видов)